# Цинамдзгвришвили, Рати
Рати Цинамдзгвришвили (груз. რატი წინამძღვრიშვილი; 22 марта 1988, Тбилиси) — грузинский футболист, нападающий. Выступал за национальную сборную Грузии.

## Биография

### Клубная карьера
Начал выступать на взрослом уровне в сезоне 2003/04 в тбилисской команде «Амери». По итогам сезона 2004/05 со своей командой стал победителем первой лиги. В сезоне 2005/06 дебютировал в высшей лиге Грузии, а 11 марта 2006 года забил свой первый гол на высшем уровне в ворота тбилисского «Локомотива» (4:1). Стал обладателем Кубка Грузии 2005/06, в финальном матче забил один из голов в ворота «Зестафони» (2:2, 4:3-пен.). В сезоне 2006/07 стал бронзовым призёром чемпионата страны и вошёл в пятёрку лучших бомбардиров с 10 голами, а также снова стал обладателем Кубка страны. В сезонах 2007—2009 продолжал числиться в составе «Амери», но ни одного матча не сыграл.
С 2009 года в течение четырёх сезонов выступал за «Зестафони». В составе этого клуба стал двукратным чемпионом Грузии (2010/11 и 2011/12), а также бронзовым призёром (2009/10). В сезоне 2010/11 занял третье место в споре бомбардиров чемпионата с 13 голами.
В сезоне 2013/14 играл в высшем дивизионе за «Чихуру», затем до конца карьеры выступал за клубы первой лиги — «Саско», «Саповнела» и «Чиатура». В 27-летнем возрасте завершил спортивную карьеру.

### Карьера в сборной
Выступал за юношеские и молодёжную сборную Грузии.
В национальной сборной Грузии дебютировал в 17-летнем возрасте, 8 октября 2005 года в матче отборочного турнира чемпионата мира против Казахстана, заменив на 86-й минуте Михаила Ашветию. Всего в 2005—2006 годах принял участие в трёх матчах сборной.

## Личная жизнь
Является потомком грузинского княжеского рода Цинамдзгвришвили. Провёл детство в селении Цинамдзгвриаткари под Тбилиси, названном в честь данного рода. Его дед, Илья, был преподавателем физкультуры, а дядя, Мамука — известный борец.
Из-за того, что его фамилия была труднопроизносима, а её написание не влезало на футболку, выступал зачастую с надписью «Рати» вместо фамилии.

## Достижения
- Чемпион Грузии: 2010/11, 2011/12
- Обладатель Кубка Грузии: 2005/06, 2006/07